# كليف وليامز (لاعب كرة سلة)
كليف وليامز (15 أبريل 1945 في الولايات المتحدة - ) (بالإنجليزية: Cliff Williams)‏ هو لاعب كرة سلة أمريكي في مركز مدافع مسدد الهدف. لعب مع ديترويت بيستونز.

## وصلات خارجية
- كليف وليامز على موقع إن بي أي (الإنجليزية)
- كليف وليامز على موقع سبورتس رفرنس (الإنجليزية)
- كليف وليامز على موقع كلية كرة السلة في سبورتس رفرنس.كوم (الإنجليزية)
- كليف وليامز على موقع ريلجم (الإنجليزية)
- كليف وليامز على موقع بروبوليرز (الإنجليزية)